# Persea perglauca
Persea perglauca är en lagerväxtart som beskrevs av Cyrus Longworth Lundell. Persea perglauca ingår i släktet avokador, och familjen lagerväxter. Inga underarter finns listade i Catalogue of Life.